# Baltzar Fredrik Coyet
Baltzar Fredrik Coyet, född 1651, död 1728 i Batavia, var en svensk militär och kolonialman. 

## Biografi
Coyet föddes 1651. Han var son till Fredrik Coyet och Helena van der Wijck. Coyet blev 1666 konstapel vid amiralitetet och 1670 överstelöjtnant. Den 11 augusti 1675 blev han kapten vid flottan. Under tiden som kapten förde han i oktober 1675 skeppet Enhorn i Stenbocks flotta, maj 1676 skeppet Svenska lejonet i Lorentz Creutz flotta och juni 1677 i Henrik Horns flotta. Han tillfångatogs i slaget vid Köge bukt 1 juli 1677 och avskedades 1678. Coyet arbetade sedan som guvernör i Holland och senare i Amton. Han blev 1706 guvernör i Batavia och avled där 1728.
Han deltog i Skånska kriget som befälhavare på olika örlogsfartyg. Han gick i holländska ostindiska kompaniets tjänst. Coyet var 1697–1701 guvernör på Bandaöarna.[källa behövs]

### Familj
Coyet var gift med Constantia Pjerrard von Cojman (född 1653). De fick tillsammans barnen Constantia Coyet (född 1676) som var gift med Conrad Fredrik Hoffman von Aschenheim, guvernören Fredrik Julius Coyet (1684–1736), Susanna Helena Coyet (1690–1724) som var gift med guvernören Peter Gabry och ytterligare nio barn.